# Place Mireille-et-Jacques-Renouvin
La place Mireille-et-Jacques-Renouvin est une voie publique située dans le 6e arrondissement de Paris, située à l'intersection de la rue de Rennes et de la rue Cassette.

## Origine du nom
Elle tient son nom des résistants Mireille et Jacques Renouvin.

## Historique
Le projet de rendre hommage à ce couple de résistants est formulé lors des séances du Conseil de Paris des 12, 13 et 14 décembre 2011. Le 5 février 2015, la Commission de dénomination des voies, places, espaces verts et équipements publics municipaux émet un avis favorable. La place est inaugurée le 26 mars 2016 en présence de Bertrand Renouvin leur fils, allocutions de Jean-Pierre Lecoq, maire du VIe arrondissement et de Anne Hidalgo, maire de Paris.

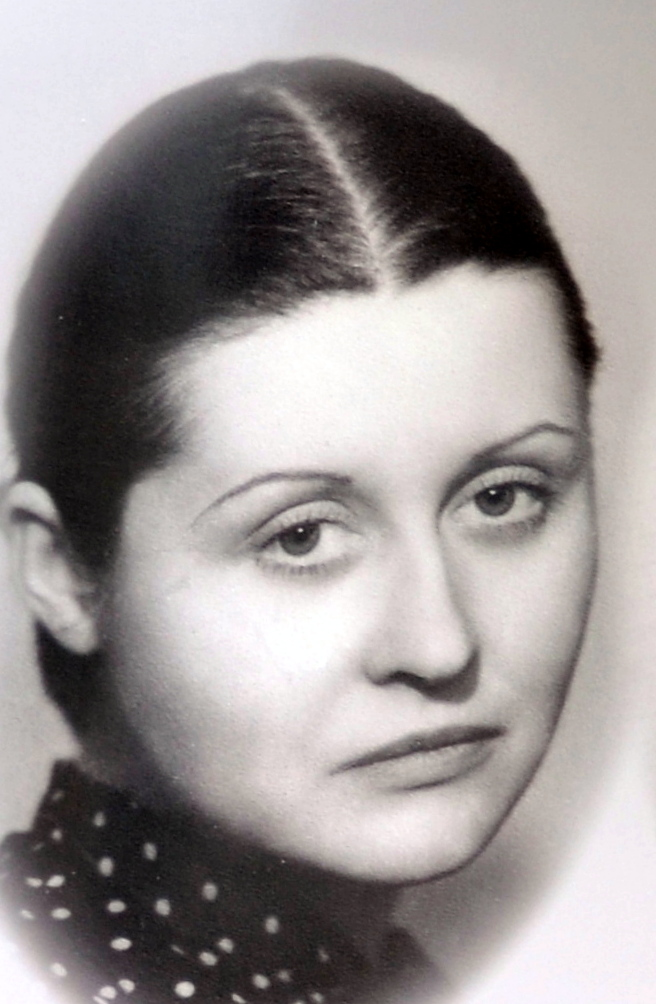
Mireille Renouvin.
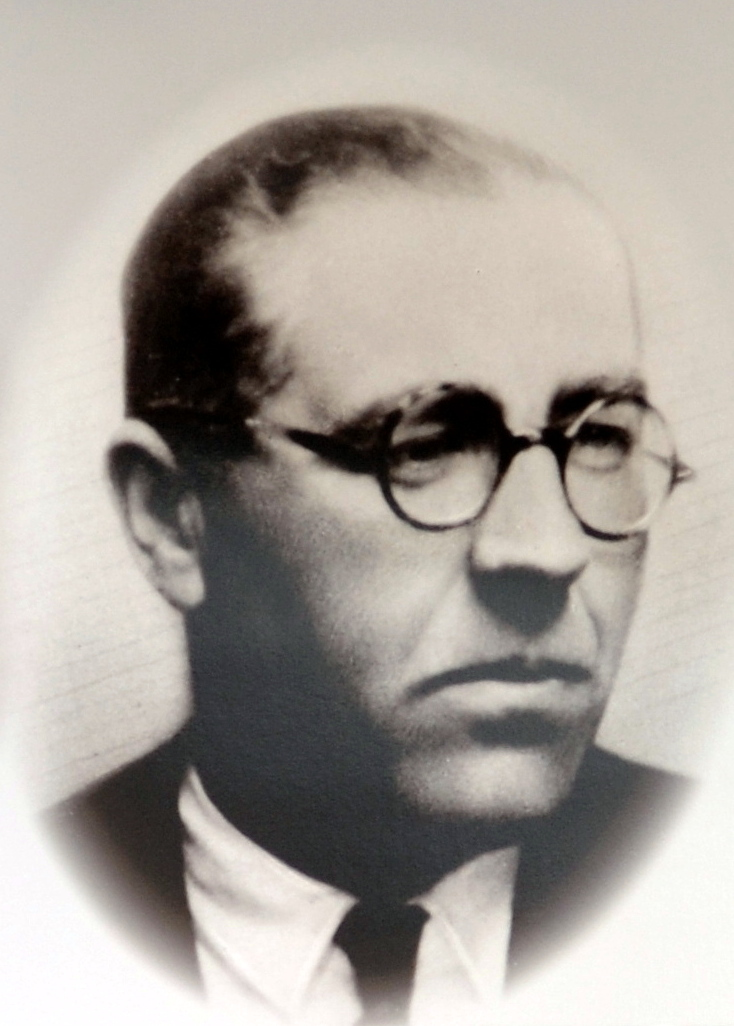
Jacques Renouvin.